# 想い出のクリフサイド・ホテル
「想い出のクリフサイド・ホテル」（おもいでのクリフサイド・ホテル）は、中村雅俊の楽曲で24枚目のシングル。1986年5月21日に日本コロムビアから発売された。
オリコンチャートの登場週数は17週、チャート最高順位は週間29位、累計6.3万枚のセールスを記録した。

## 収録曲
全曲作詞：売野雅勇　作曲：鈴木キサブロー
1. 想い出のクリフサイド・ホテル
  - 編曲：佐藤準
  - コーラスアレンジ：川村栄二　コーラス作詞：ケーシー・ランキン
2. Jenny（妹たちに）
  - 編曲：松下誠

## タイアップ
- NTV系ドラマ、「誇りの報酬」主題歌。B面「Jenny（妹たちに）」は、同ドラマ挿入歌。